# Breaking Benjamin
Breaking Benjamin es una banda de rock estadounidense fundada en 1998 por Benjamin Burnley originario de Wilkes-Barre, Pensilvania, con una gran influencia grunge de bandas como Nirvana, Pearl Jam, Bush y Tool. Burnley es el único constante de la banda, soportando múltiples cambios de formación, y es el principal compositor y vocalista. Recientemente, se acompaña de Aaron Bruch (bajo), Shaun Foist (batería), Keith Wallen (guitarras), y Jasen Rauch (guitarras).
La banda ha lanzado seis álbumes de estudio, Saturate (2002), We Are Not Alone (2004), Phobia (2006), y Dear Agony (2009) y un álbum de grandes éxitos, Shallow Bay: The Best Of Breaking Benjamin y Dark Before Dawn(2015) y Ember(2018); este último debutó en el puesto n.º 1 de álbumes Top Rock Este LP se lanzó con 88,000 unidades de álbumes equivalentes (80,000 en ventas de álbumes tradicionales) en la semana que finaliza el 19 de abril, según Nielsen Music.

Breaking Benjamin ha producido dos álbumes que están certificados platino por la RIAA (We Are Not Alone y Phobia) y tres certificados de oro (We Are Not Alone, Phobia y Dear Agony). El Sencillo del 2006 "Until The End", perteneciente al álbum Phobia, obtuvo el disco de oro en febrero de 2014 también.
Desde que firmó con Hollywood Records en 2002, Breaking Benjamin ha cosechado éxito, con su álbum debut Saturate alcanzando el puesto #2 en la lista Top Heatseekers.
Los Cuatro álbumes siguientes aparecieron en el Billboard 200, con We Are Not Alone llegando al #20, Phobia en el #2 y Dear Agony en el #4, todos en el año en que fueron lanzados. Dear Agony y Shallow Bay actualmente Dark Before Dawn debuta en el #1 vendiendo más de 7 millones de unidades sólo en los Estados Unidos. también alcanzaron el número 1 en la lista Hard Rock Albums; el primero en 2009, y el segundo en 2011, 2012 2013 y 2015
El sencillo del 2009 "I Will Not Bow", Perteneciente al álbum Dear Agony, alcanzó el #1 en la lista Rock Songs también.
A mediados del 2010 la banda tomo una pausa indefinida debido a enfermedades recurrentes de su vocalista Benjamin Burnley. Otras complicaciones se presentaron en agosto de 2011, cuando se reveló que los miembros Mark Klepaski y Aaron Fink habían sido despedidos de la banda y que por aquel entonces constaba de Benjamin Burnley como único miembro y fundador ya que el baterista Chad Szeliga anunció su salida de la banda.
La banda había parado su música debido a conflictos producidos entre los exmiembros de la banda y Benjamin Burnley, la disputa fue ganada por Benjamin Burnley quien conservaba su derecho a seguir usando el nombre de la banda siendo Benjamin el fundador principal.
El 19 de abril de 2013 a través de las redes sociales Breaking Benjamin anunciaba que había solucionado sus conflictos y que ahora se centraría en el futuro para Breaking Benjamin. Benjamin Burnley expresó su agradecimiento a todos quienes siguieron apoyando a la banda en sus momentos más difíciles.

## Historia

### Formación (1998-2000)
Antes de que existiera Breaking Benjamin, Benjamin Burnley era solista. La banda debe su nombre a un incidente cuando Burnley, quien solía hacer covers de Nirvana en clubes nocturnos, tiró casualmente el micrófono al suelo al final de una canción, rompiéndolo. La persona propietaria del micrófono en el escenario llegó y dijo: Quiero dar gracias a Benjamin por romper mi maldito micrófono.
En 1998, Burnley y el exguitarrista Aaron Fink, se reunieron junto con Nick Hoover y Chris Lightcap y comenzaron la banda Breaking Benjamin. Con el tiempo Burnley quiso probar algo diferente y se fue a California para tratar de hacerlo. Benjamin Burnley regresó a Pensilvania y comenzó una banda llamada Plan 9 con el baterista Jeremy Hummel. Originalmente la banda iba a ser de tres integrantes (Benjamin Burnley en la voz y guitarra, Jeremy Hummel en la batería, y Jason Davoli en el bajo). Plan 9 abría los conciertos de la banda Lifer. Durante un concierto Burnley, dijo: "Gracias, somos Breaking Benjamin", y así recuperaron el nombre en 1998. En 1999 regresó a Wilkes-Barre para formar "Plan 9" con el baterista Jeremy Hummel y el bajista Jason Davoli. Después de Burnley re-bautizado a la banda como Breaking Benjamin, Fincke regresó, junto con su compañero de Lifer Marcos Klepaski quien reemplazó Davoli en el bajo.

Logo de la banda

Según la banda, el logotipo que los identifica, una variación del nudo celtoide, fue sugerido por un fan quién lo encontró en un libro de tatuajes. Este se puede apreciar tatuado en la muñeca izquierda de Benjamin Burnley, Aaron Fink y Mark James Klepaski, y en la derecha de Chad Szeliga.

### Saturate(2001-2003)
El cuarteto primero ganó la atención cuando Freddie Fabbri, un DJ local, jugó la pista "Polyamorous" en su estación y financió la grabación del EP del mismo nombre del grupo, del que se vendieron todos los 2.000 ejemplares que se imprimieron en 2001. Breaking Benjamin firmó con Hollywood Records a principios de 2002 tras el éxito de su EP (Breaking Benjamin EP), que vendió todas las 2.000 copias que fueron fabricadas y en abril de 2002 comenzó a grabar su larga duración debut en un sello importante. La banda hizo su debut en la música con su álbum Saturate lanzado el 27 de agosto de 2002. Este disco, producido por Wild Ulrich, llegó al número #2 en el Billboard Top Heatseekers y al #136 en el Billboard Top 200.

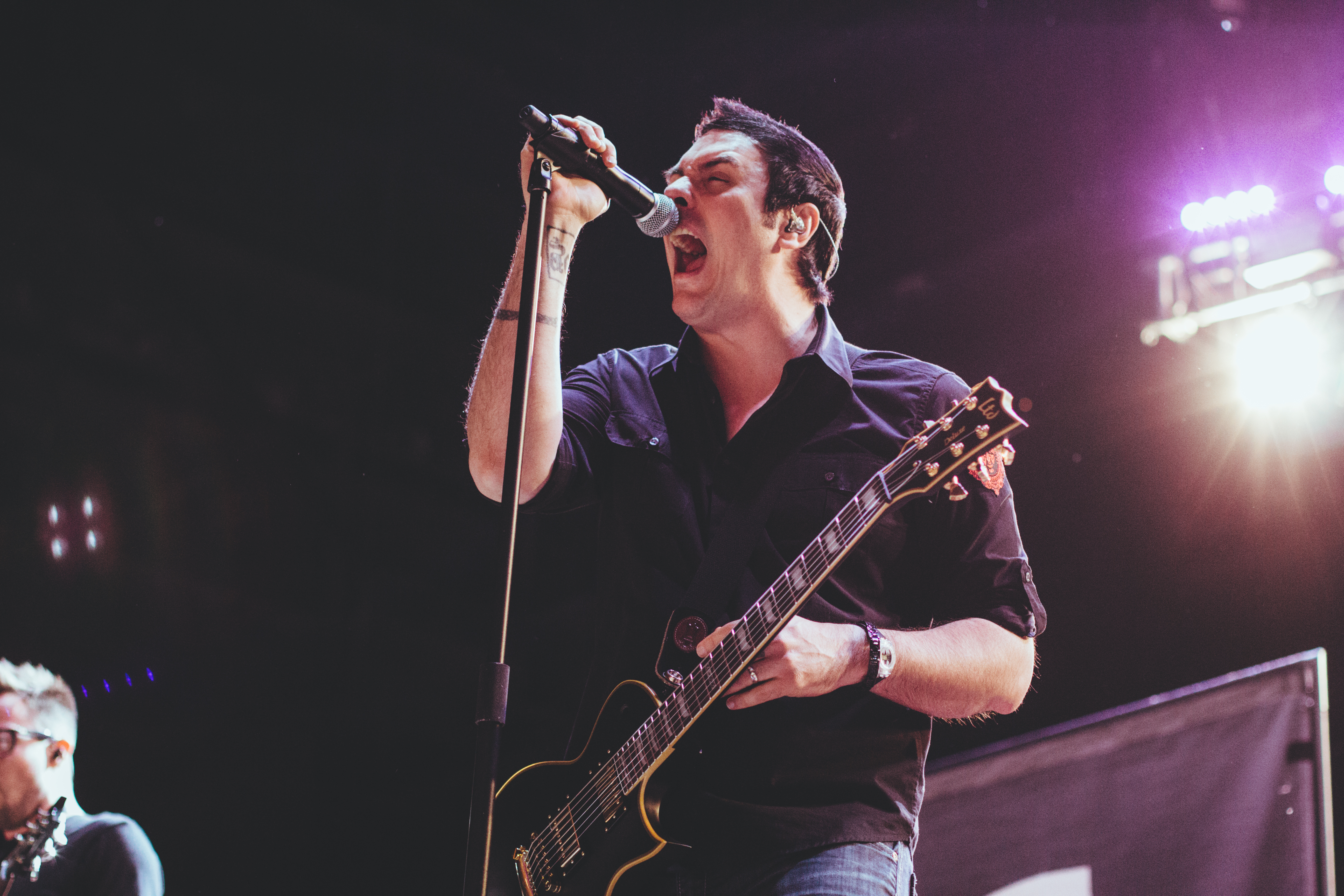
Ben Burnley, vocalista y guitarrista rítmico; único miembro permanente de la banda.

El primer sencillo del álbum fue "Polyamorous", el cual recibió una buena aprobación en la radio y alcanzó el puesto #19 en el Billboard Mainstream Rock y #31 en el Billboard Modern Rock Tracks en 2002. El video fue lanzado en tres versiones diferentes: en el primero sale la banda tocando en vivo, en el segundo había imágenes del videojuego Run Like Hell, y el tercero fue parecido al segundo, pero en vez de escenas de Run Like Hell este tiene escenas de personas con actos coquetos. Existe una cuarta versión que no fue publicada, pero en el 2011 fue filtrado el video, este es parecido al segundo pero en lugar de escenas de juego Run Like Hell este contiene escenas del videojuego Jak and Daxter: The Precursor Legacy. Esta canción fue incluida en el juego Smackdown vs Raw y aparece también en WWE Day of Reckoning y en algunos videojuegos de Jak And Daxter: El Legado De Los Precursores se puede escuchar en los créditos.
El segundo sencillo de Saturate fue "Skin", esta canción casi no fue tocada en vivo, pero cuando era tocada Burnley dejaba que el público la cantara toda, alcanzó el puesto #24 en la lista de Mainstream Rock y #37 en la lista Modern rock. El tercer sencillo nunca se dio a conocer, pero según Hollywood Records la banda eligió que fuera la canción "Medicate" cual fue lanzado el 13 de septiembre del 2003.
El álbum obtuvo una generalmente moderada a positiva recepción crítica, AllMusic que indicó que el disco "tiene serias posibilidades de convertirse en uno de los debuts más exitosos de 2002" y da la sensación de que "aunque es repetitivo y genérico, es innegable que es adictivo", pero declaró la preocupación de que "el álbum arrastra una vez que llegue a "casi nada" y nunca se te queda en la boca", en última instancia, lo que le da una calificación de 2,5/5. Algunas canciones del álbum aparecen en videojuegos y películas. "Polyamorous" estuvo incluida en los juegos WWE SmackDown! vs. Raw y WWE Day of Reckoning."Wish I May" puede ser escuchada durante los créditos finales de la película Wrong Turn de 2003.
Se había planeado lanzar una versión de estudio de su cover de "Enjoy the Silence" junto con "Lady Bug" en la versión europea de Saturate; sin embargo, la versión europea nunca fue lanzada. "Lady Bug" fue presentada en So Cold EP y en la versión japonesa de We Are Not Alone.

### We Are Not Alone(2003-2005)
En octubre de 2003, Breaking Benjamin comenzó a grabar su segundo álbum de estudio We Are Not Alone., liberándolo el 29 de junio de 2004. Fue producido por David Bendeth, que llegaría a producir cada álbum Breaking Benjamin en el futuro. El disco alcanzó el puesto #20 en el Billboard 200, y sus sencillos lograron tener éxito.
El álbum, al igual que su antecesor, logró éxito comercial y la banda hizo apariciones en los medios. El 21 de octubre de 2004, We Are Not Alone fue certificado oro, mientras que fue disco de platino el 13 de junio de 2005, lo que llevó a la banda a publicar la edición platino, donde se incluyó la versión 2005 de la canción "Rain", en la cual toca toda la banda. La canción "Firefly" fue incluida en el videojuego WWE SmackDown! vs Raw, como "Polyamorous" de Saturate. En 2004, Breaking Benjamin hicieron apariciones en Jimmy Kimmel Live, Late Night with Conan O'Brien, Last Call with Carson Daly, y en 2005 lo hicieron en The Tonight Show with Jay Leno.

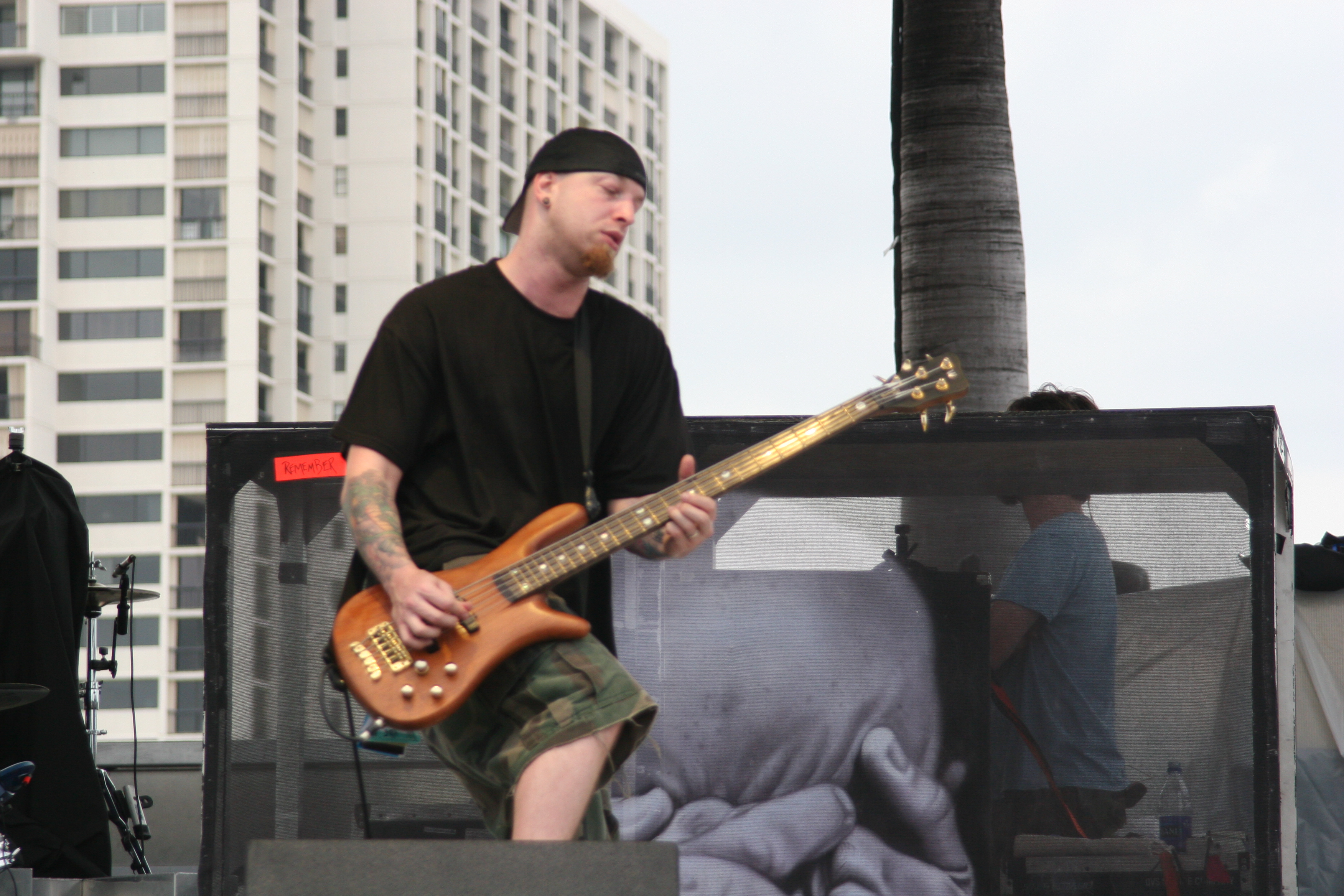
Marcus Klepaski, bajista de en esa época, tocando en Sunfest de West Palm Beach., año 2005

En 2004 el primer sencillo, "So Cold", alcanzó el #3 en la lista Modern Rock y #2 en la lista Mainstream Rock, pasando 37 semanas en el top 20 y 62 en total. La banda había hecho dos videos musicales para "So Cold" uno de los cuales era un video promocional de la película Hellboy. También apareció como una pista descargable para los juegos Rock Band y Rock Band 2. La canción puede ser escuchada en algunos videojuegos de Jak II.
En 2005, llegó "Sooner or Later" #7 en la Modern Rock Songs chart y #2 en la lista Mainstream Rock. Fue hecho un vídeo musical para "Sooner or Later", ya que tuvo una buena aprobación en la radio y así alcanzó el #2 en la lista de Mainstream Rock. La canción también se tocó en vivo en The Tonight Show with Jay Leno. Además "Sooner or later" apareció como una pista descargable en Guitar Hero 5.
La edición sencillo del 2005 de "Rain" (una nueva versión con toda la banda), que más tarde sustituyó a la canción original en las ediciones posteriores del álbum, alcanzó el #39 en la lista Modern Rock and #23 en la lista Mainstream Rock chart.
Las canciones "Rain", "Forget It" y "Follow" fueron coescritas por el guitarrista y vocalista de The Smashing Pumpkins, Billy Corgan. A Ben Burnley y Billy Corgan les llevó seis días de diciembre escribir las canciones. Burnley expresó su ansiedad inicial en el trabajo con Corgan, admitiendo:

«Al principio, yo estaba muy nervioso...»

 Pero que más tarde esa sensación fue uno de los mejores momentos de su carrera, diciendo: 

«...Después de un tiempo, me sentí más cómodo, y entonces él sólo se convirtió en Billy. Yo iba todos los días, nos gustaba pedir sopa, comíamos y luego nos poníamos a trabajar. Fue genial».

El sencillo '"Blow Me Away" fue originalmente escrito para el exitoso juego Halo 2 durante una misión. El videojuego fue lanzado en noviembre de 2004, y más tarde se incluyó en la banda sonora Halo 2 Original Soundtrack Volume 1. La canción también aparece en So Cold EP, que fue lanzado el 23 de noviembre de 2004.

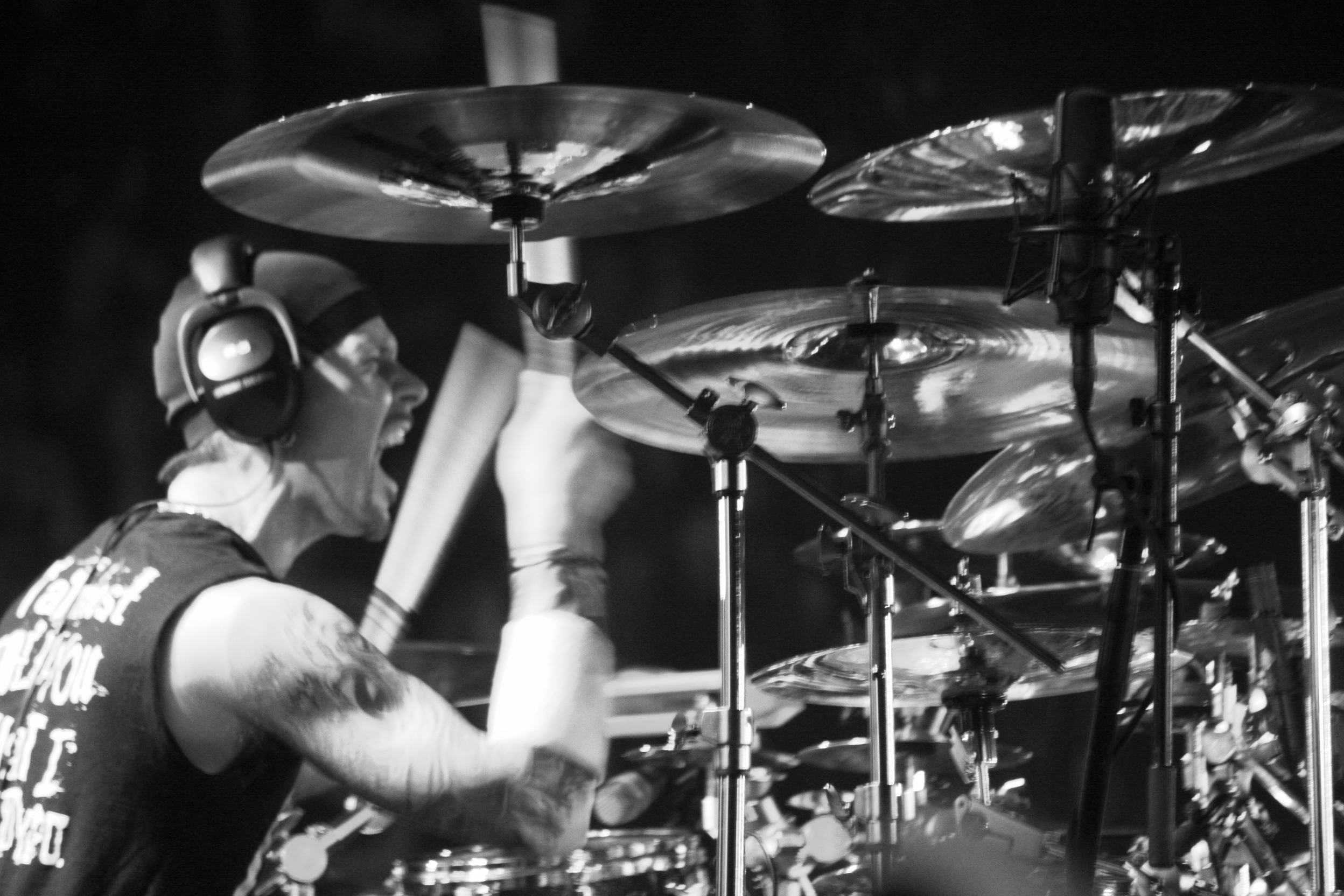
Chad Szeliga,baterista anterior de Breaking Benjamin

Jeremy Hummel no pudo tocar con la banda desde agosto hasta septiembre de 2004 por el nacimiento de su hijo, por lo que se le concedió permiso para que pasara tiempo con él. En reemplazo durante su ausencia, la banda seleccionó a Kevin Soffera. Soffera aparece en las grabaciones de The Conan O'Brien show y en The Carson Daly Show, así como en So Cold EP tocando las canciones "Away" y "Breakdown". A su regreso en septiembre de 2004, el baterista y miembro fundador Jeremy Hummel fue despedido. Posteriormente, el 28 de septiembre de 2005, Hummel presentó una demanda federal en contra de los restantes miembros de Breaking Benjamin, afirmando que no se pagó por las canciones que él ayudó a componer. En la demanda Hummel pidió más de $8 millones de dólares en daños y perjuicios. La noticia se conoció oficialmente el 25 de octubre de 2006, afirmando que Hummel no recibe ningún pago de la realización de We Are Not Alone en el cual fue coautor. Después de que Kevin terminó con sus deberes como sustitución de Jeremy, la banda trajo a Ben "BC" Vaught a la banda para ponerlo como su baterista. BC estuvo con la banda hasta que contrataron a Chad Szeliga a principios de 2005. La demanda fue negociada por un monto no revelado

### Phobia(2006-2008)

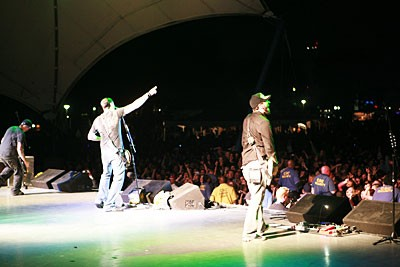
Breaking Benjamin tocando en vivo, 2007

Breaking Benjamin lanzó Phobia el 8 de agosto de 2006, que lleva con el sencillo "The Diary of Jane", que llegó al # 4 en las listas de EE. UU. Modern Rock.El 11 de febrero de 2007, HDNet emitió una rotura de una hora Benjamin concierto de Stabler Arena en Bethlehem, Pensilvania. Este concierto se incluye en el relanzado Phobia DVD en abril de 2007, considerado como el "The Homecoming". La banda tuvo su primer hit # 1 en el Mainstream Tracks de Billboard Rock con " Breath ". El video musical de "Breath" fue hecho con material de la presentación de la canción en el show Stabler Arena. Se co-encabezó una gira por los Estados Unidos con Three Days Grace, Red y Puddle of Mudd como teloneros. El reeditado Phobia volvió a entrar en el Billboard 100 en el número 38 el 5 de mayo de 2007.El 29 de junio de 2007, Breaking Benjamin interpretó "Breath" en The Tonight Show con Jay Leno. El 6 de julio, tocaron la canción enThe Late Late Show con Craig Ferguson. 
Recorrieron 36 lugares en el otoño de 2007 con Three Days Grace, Seether, Skillet (primer semestre) y Red (segundo semestre).El 23 de octubre de 2007, Breaking Benjamin lanzó todos sus videos en iTunes, en una serie titulada "Pesadillas". El 21 de mayo de 2009 Phobia fue disco de platino.

### Dear Agony(2009-2010)

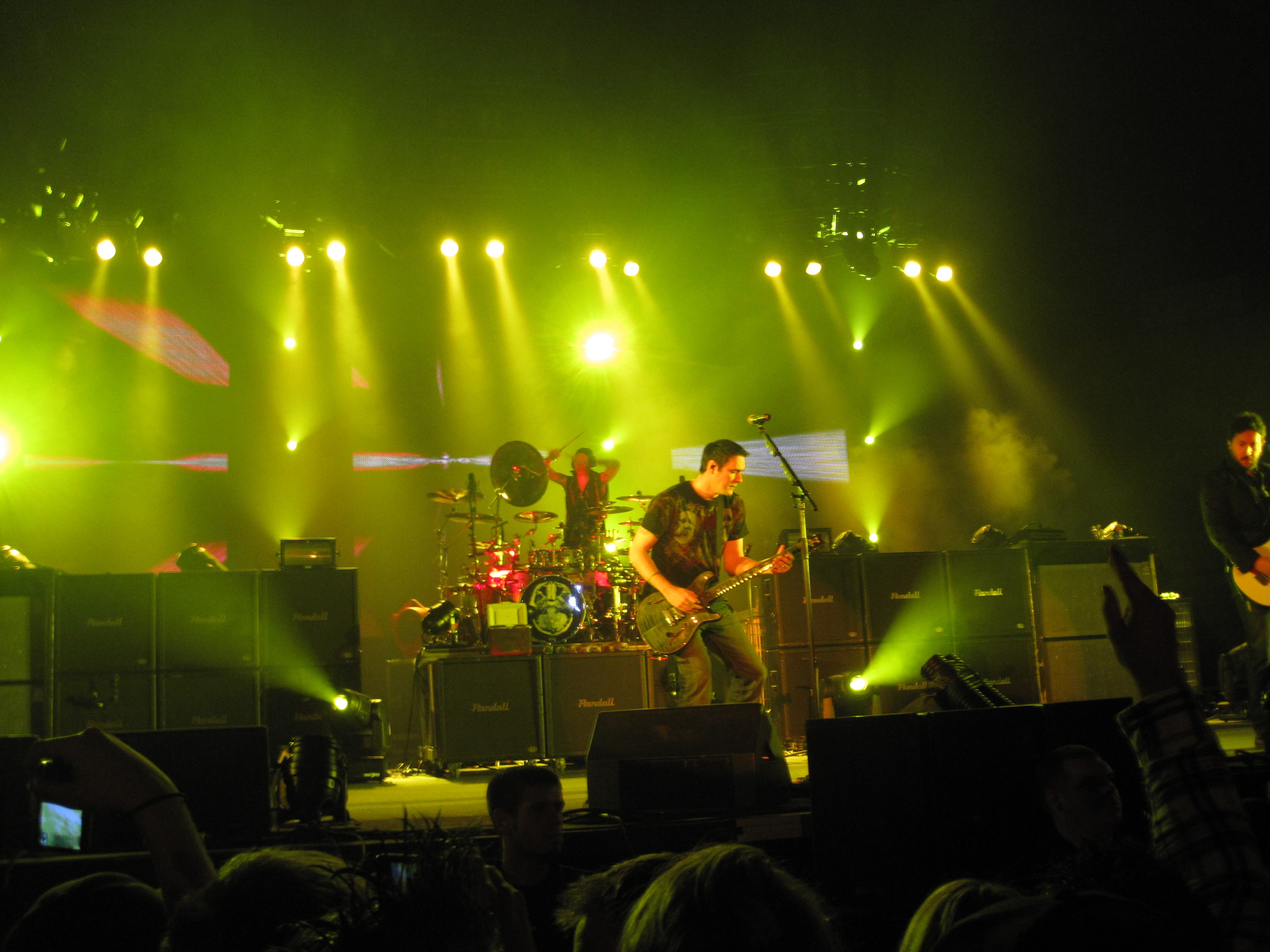
El 30 de enero de 2010, Breaking Benjamin tocando en el Allen County War Memorial Coliseum de Fort Wayne, IN

David Bendeth, quien produjo los dos últimos álbumes de estudio anteriores de Breaking Benjamin, también produjo su cuarto, Dear Agony. Jasen Rauch, guitarrista de Red, coescribió cuatro de las canciones del álbum: "I Will Not Bow". "Hopeless","Lights Out" y "Without You". El 11 de agosto de 2009, Breaking emisora de radio ciudad natal de Benjamin, WBSX (97.9X) en Wilkes-Barre, se estrenó el primer sencillo del álbum, "I Will Not Bow". La canción transmite en la página MySpace de la banda ese día. Fue lanzado a las radios el 17 de agosto, y en iTunes el 1 de septiembre. Rápidamente se convirtió en un Top Ten canción más vendida en iTunes, y Dear Agony fue un álbum más vendido. Un video musical de "I Will Not Bow" se estrenó en la página MySpace de la banda el 21 de agosto. El 28 de septiembre, Dear Agony fue lanzado oficialmente en Australia. Al día siguiente, que fue lanzado en los Estados Unidos. Algunas versiones de Dear Agony viene con un DVD con seis videos musicales de la banda, uno de una nueva versión del video "I Will Not Bow". Esta versión no contiene escenas de la película Los sustitutos , a diferencia de la versión original en línea. La banda co-encabezó una gira en enero-febrero de 2010 por EE. UU. con Three Days Grace y Flyleaf. 
El 5 de enero de 2010, el sencillo " Give Me a Sign "fue lanzado. Video musical de la canción fue publicada en la página MySpace de la banda el 10 de marzo (32.º cumpleaños de Burnley).Dear Agony fue disco de oro en febrero de 2010. El 15 de junio de 2010, el tercer sencillo, "Lights Out", fue puesto en libertad.Ese verano, Burnley jugó dos conciertos acústicos con su amigo Aaron Bruch (el bajista del proyecto paralelo de Chad Szeliga, OurAfter ). Esta fue la primera vez "Forget It" y "Follow" se llevaron a cabo en vivo. Las dos canciones también cubiertos por Tool, Queen, Michael Jackson, Deftones, Alice in Chains y Cyndi Lauper.

### Pausa y The Shallow Bay(2010-2013)

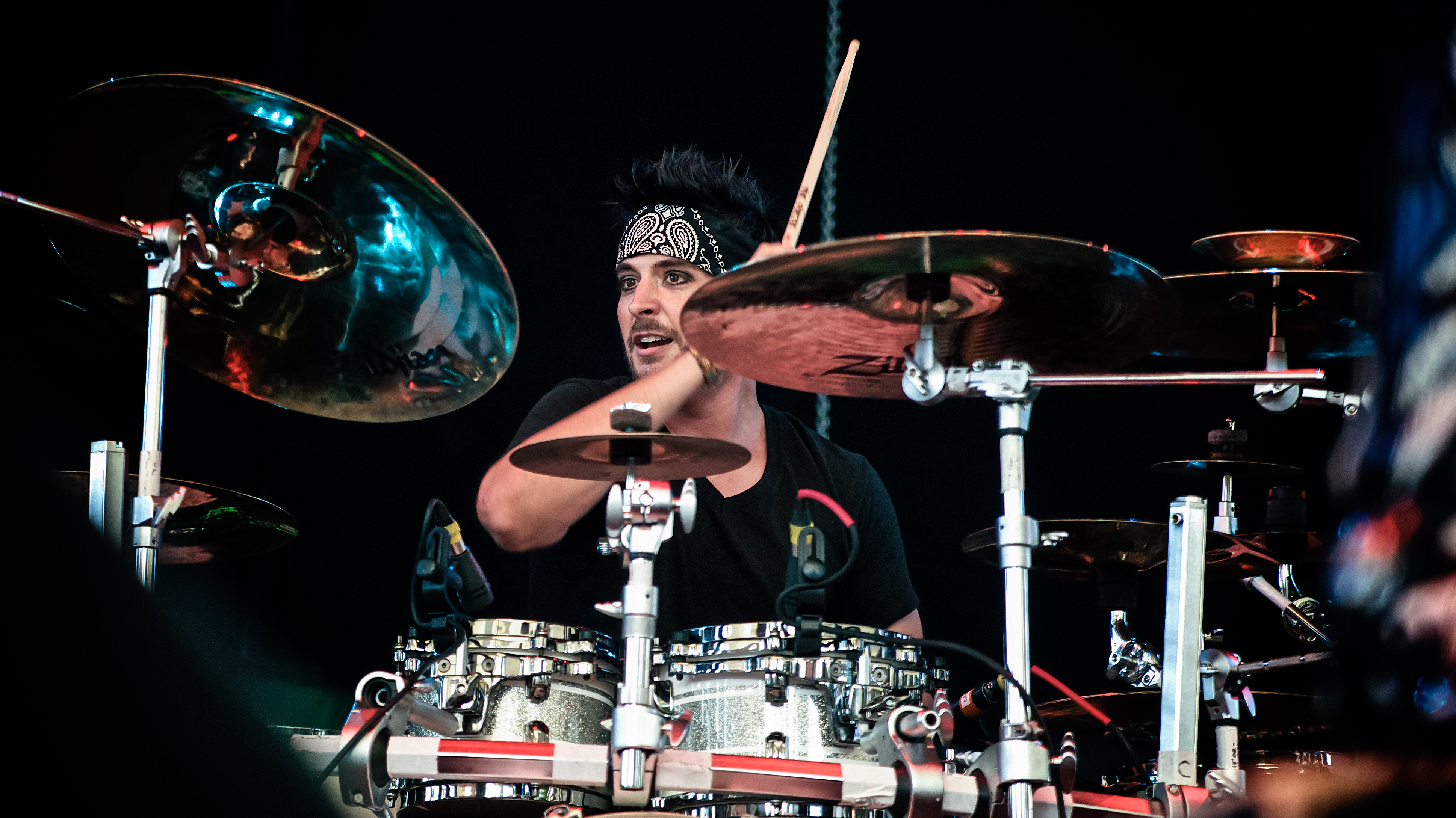
Shaun Foist, baterista actual de Breaking Benjamin, año 2013

En el verano de 2010, Breaking Benjamin anunció una pausa indefinida, debido a enfermedades recurrentes de Burnley. El guitarrista (Aaron Fink) y el bajista (Mark Klepaski) se reincorporaron a su antigua banda, Lifer y el baterista (Chad Szeliga) vuelve con su otra banda, OurAfter. El 7 de junio de 2011, una versión remezclada de "Blow Me Away", con Valora, fue puesto en libertad. Un video musical animado para el remix fue lanzado el 24 de agosto. El 30 de junio de 2011, Roca Acceso publicada la lista de canciones de la banda álbum de grandes éxitos, Shallow Bay: The Best Of Breaking Benjamin., y por su "edición de lujo" Fue lanzado el 16 de agosto, como un solo disco "edición estándar" y una de dos discos "edición de lujo" (con caras B y rarezas). Burnley se opuso públicamente a la publicación del álbum, diciendo que el contenido había sido alterado y puesto en libertad sin su consentimiento, y que no cumplió con sus normas. 
En mayo de 2011, Burnley despidió a sus compañeros Fink y Klepaski. Poco después, una disputa sobre la nueva versión de "Blow Me Away" se hizo pública. Burnley dio su versión de la disputa de una presentación ante el tribunal de junio diciendo Fink y Klepaski toman las decisiones unilaterales y no autorizados en nombre de la banda; como dar permiso en mayo para la remezcla de "Blow Me Away". Burnley busca al menos $ 250,000 y el derecho exclusivo al nombre de "Breaking Benjamin". Burnley declaró que planea revivir a la banda cuando se resuelva la demanda. Poco se supo de la banda a lo largo de 2012, con la única excepción de una entrevista en febrero de 2012 con Szeliga, donde ha asegurado que los fanes de la banda era todavía juntos, y que espera trabajar en un nuevo récord en el futuro. El 19 de abril de 2013, Burnley anunció que las cuestiones jurídicas finalmente habían terminado, con Burnley ganando los derechos para el nombre de la banda. Sin embargo, Szeliga publicó un anuncio en su Facebook la página el 22 de abril que dejaba la banda, debido a diferencias.

### Reformación &Dark Before Dawn(2014-2017)

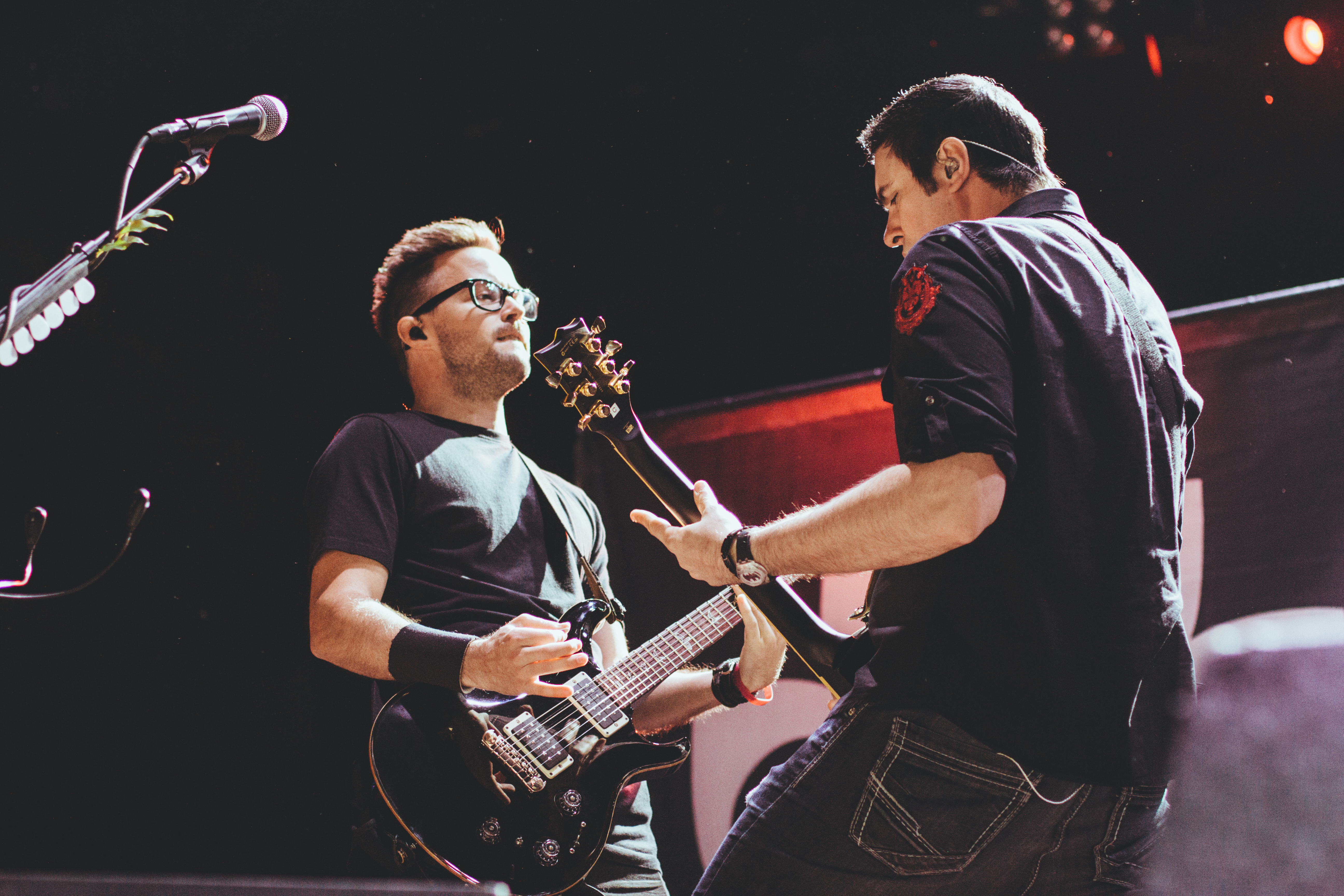
Concierto en el año 2014

El 19 de agosto de 2014, la banda anunció que se habían reformado a través de su página oficial de Facebook. La banda re-emergió como un quinteto, formado por Burnley como vocalista y cuatro nuevos miembros. Los nuevos miembros incluyen al guitarrista Jasen Rauch, anteriormente de la banda RED, que había colaborado anteriormente con la banda en cuatro pistas de Dear Agony, el guitarrista Keith Wallen, previamente de Adelitas Way, el bajista Aaron Bruch, que acompañó en dos show acústicos a Burnley y el baterista Shaun Foist anteriormente de la banda Picture Me Broken.

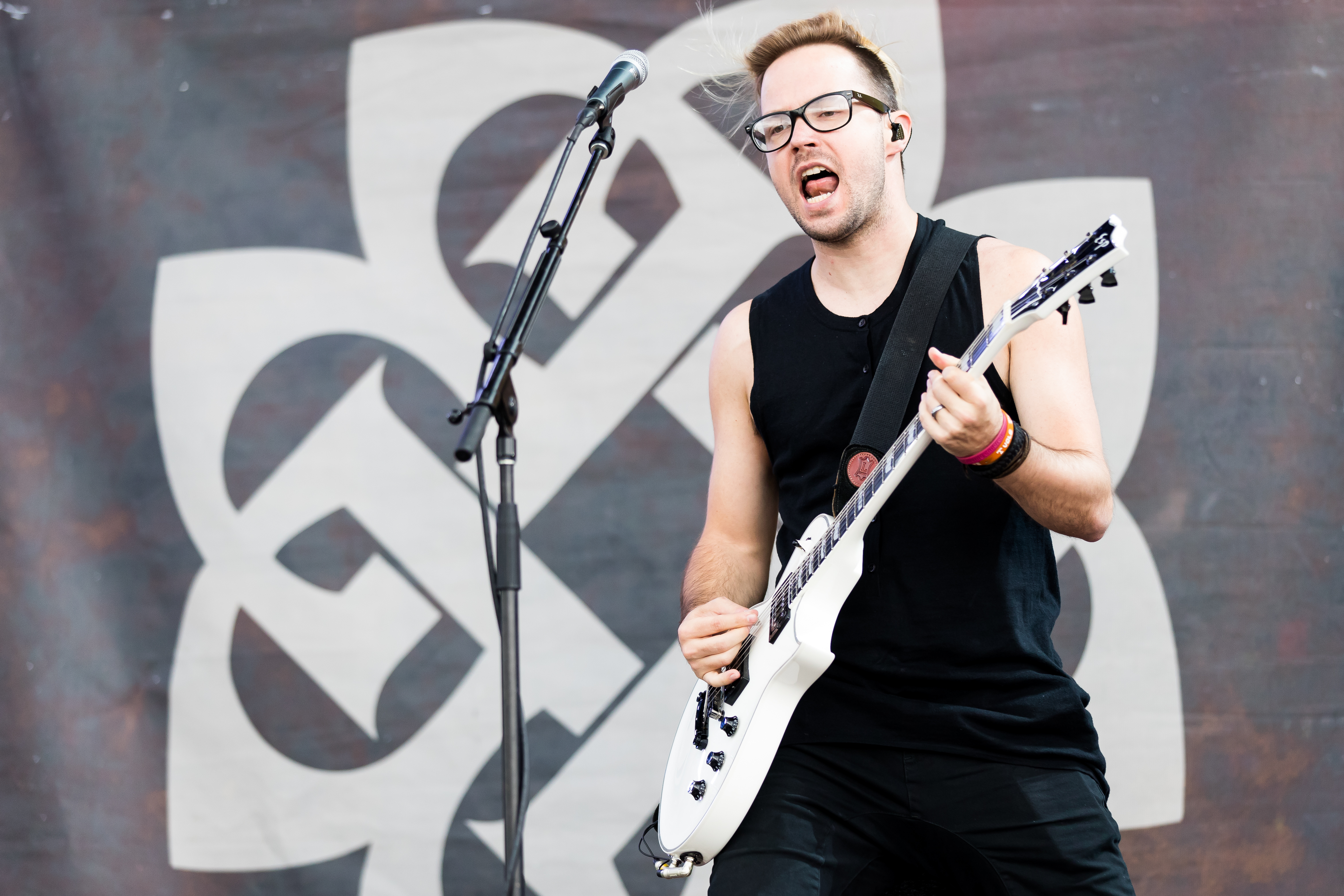
El guitarrista rítmico Keith Wallen en el Rock am Ring 2016, llevado a cabo en Alemania.

El 13 de septiembre de 2014, los miembros de la banda cargar nuevas fotos de la banda trabajando en el estudio. El 19 y 20 de septiembre de 2014, la banda tocó los dos primeros espectáculos con la nueva alineación en Gators Pub & Restaurante de Luzerne (Pensilvania). Ambos espectáculos se vendieron El 30 de septiembre de 2014, la banda anunció una serie de actuaciones acústicas llamado "Unplugged tour 2014" durante el mes de octubre. El 11 de octubre, el baterista Shaun Foist, reveló en una entrevista que la banda está escribiendo nuevas canciones para su próximo álbum
El 12 de marzo de 2015, la banda subió un clip de 15 segundos del nuevo sencillo "Failure" que se publicó el 23 de marzo de 2015.
El nuevo álbum con el título Dark Before Dawn se lanzó el 23 de junio de 2015. El disco vendió 141.000 unidades en total en su primera semana (de los cuales 135.000 eran las ventas de álbumes puros) y debutó en el puesto número 1 en el Billboard 200 chart, por lo que es el grupo de esfuerzo hasta ahora con más éxito de ventas.

### EmberyAurora(2017-2022)
En una entrevista hecha a la banda por parte de KFMA se le pregunto a Benjamin Burnley si podía dar el nombre de algunas canciones o de su nuevo álbum a lo que este dijo que el nombre sería Ember, dijo también que el nombre original iba a ser Ass-End pero la discográfica no estaba de acuerdo con el nombre por lo que pidió que fuese cambiado. El 5 de enero de 2018, la banda lanza el sencillo Red Cold River y el 18 de enero del mismo año publicaron el vídeo musical del mismo.
El 28 de octubre de 2019, la banda anunció oficialmente el álbum acústico titulado Aurora a través de sus páginas oficiales de redes sociales, con una fecha de lanzamiento del 24 de enero de 2020.
En agosto de 2022, la banda lanzó una canción colaborativa con Starset llamada "Waiting on the Sky to Change".

### Próximo séptimo álbum de estudio (2022-presente)
En una entrevista de mayo de 2023, Jasen Rauch declaró que la banda ha estado escribiendo un nuevo álbum "durante poco más de un año". En julio de 2023, Keith Wallen confirmó que la banda estaba trabajando en nueva música y que el lanzamiento podría realizarse dentro de un año.
En julio-septiembre de 2023, la banda realizó una gira por América del Norte apoyando a Disturbed junto con Theory of a Deadman y Jinjer.
El 15 de octubre de 2024, Breaking Benjamin anunció que habían firmado con BMG como su nuevo sello discográfico.
Al día siguiente, el 16 de octubre, la banda lanzó "Awaken", el primer sencillo del próximo séptimo álbum de estudio.
El 3 de diciembre de ese mismo año, la banda anuncio la gira “Awaken The Fallen tour” para la primavera del 2025 junto a Staind y con Wage War y Lakeview como bandas invitadas. Esta gira los llevara por 20 ciudades en Estados Unidos comenzando el 26 de abril en Brandon y finalizando el 1 de junio en Kansas City.

## Miembros
| Miembros actuales - Benjamin Burnley: vocalista y guitarra rítmica, (1999-2010, 2014-presente) - Aaron Bruch: bajo, coros (2014-presente) - Keith Wallen: guitarra rítmica, coros (2014-presente) - Jasen Rauch: guitarra principal, programación (2014-presente) - Shaun Foist: batería, percusión electrónica, programación (2014-presente) | Miembros anteriores - Aaron Fink: guitarra (1999-2010) - Mark Klepaski: bajo (1998-2010) - Jeremy Hummel: batería (1998-2005) - Jonathan Price: bajo (1998-1999) - Chad Szeliga: batería, percusión (2005-2010) |

Línea del tiempo

## Discografía
Álbumes de estudio
- 2002: Saturate
- 2004: We Are Not Alone
- 2006: Phobia
- 2009: Dear Agony
- 2015: Dark Before Dawn
- 2018: Ember

Álbum de recopilación
- 2020: Aurora

## Banda sonora de videojuegos
- En el videojuego AdventureQuest 3D hay un evento llamado "breaking benjamín" durante el evento. se reproduce tres canciones "Torn in Two", "So Cold" y "Failure"
- "Polyamorous" y "Firefly" son canciones que han sido utilizadas en el videojuego WWE Smackdown vs RAW.
- "Natural life" está dentro de la banda sonora del videojuego MX Unleashed.
- "So Cold" se encuentra dentro la banda sonora promocional del videojuego Half Life 2 y en algunos videojuegos como Jak II se escucha en los créditos.
- "Blow Me Away" se encuentra dentro de la banda sonora del videojuego Halo 2.
- "The Diary Of Jane" se encuentra en el videojuego NASCAR 07 y en algunos videojuegos como Jak X: Combat Racing esta se escucha en los créditos.
- El videojuego de Halo: Reach fue promocionado con la canción "Lights Out".
- Las canciones "I Will Not Bow", "So Cold", " The Diary Of Jane","Breath" y "Until The End" se pueden descargar del videojuego Rock Band.
- Las canciones "Sooner Or Later", "Give Me A Sign" y "Until The End" se pueden descargar del videojuego Guitar Hero 5.
- En México los videojuegos de la saga Jak and Daxter contienen en los créditos canciones de Breaking Benjamin: en Jak and Daxter: The Precursor Legacy se escucha la canción "Polyamorous", en Jak II se escucha "So Cold", en Jak 3 se oye "Follow Me", en Jak X: Combat Racing se escucha "The Diary Of Jane" y en Jak and Daxter The Lost Frontier se oye la canción "Without You".

### Películas y TV
- "Home" hace referencia a la película del El Mago de Oz.
- Con "So Cold" se realizó un videoclip promocional para la película "Hellboy" de Guillermo del Toro.
- "Forget It" está dentro de la banda sonora de American Pie: Band Camp y del capítulo 7 de la quinta temporada de Smallville.
- "The Diary of Jane" se encuentra en la película Step Up 2: The Streets.
- En 2007 sacan un especial de su disco Phobia con un DVD de un concierto, además del álbum. El concierto se realiza en el Stabled Arena; en Bethlehem, Pensilvania (el 11 de febrero de 2007).
- El sencillo "I Will Not Bow" aparece como soundtrack de la película "Surrogates" ("Sustitutos") (2009).
- En la película de terror Wrong Turn se puede escuchar "Wish I May" en los créditos.

### Libros
- Existen 2 libros acerca de la trayectoria de la banda: uno titulado "AMP'D" escrito por Gary Fincke, padre de Aaron Fink, y otro llamado: "Breaking Benjamin: The Road To Platinium".

### Canciones, álbumes y EP
- El video de la canción "Polyamorous" tiene dos versiones, la original y otra que contiene escenas del juego Jak and Daxter: The Precursor Legacy.
- "So Cold" fue escuchada en los Juegos Olímpicos de Atenas.
- En la versión japonesa de Phobia; se incluyen dos bonus, "So cold" en acústica y la versión "Rain" de 2005.
- Existen 2 versiones de Rain: la del álbum y el sencillo. Esta versión es más pesada y participa la banda completa.
- La portada de la versión japonesa de We Are Not Alone es de color rojo, a diferencia de la versión americana, que es azul.
- La canción "Evil Angel" fue la primera en componer la banda para su álbum "Phobia"
- La canción "Dance With The Devil" ha sido interpretada en vivo con Adam Gontier, el entonces vocalista de la banda Three Days Grace.
- Ben Burnley y Adam Gontier han interpretado juntos la canción "Take Me Under" de Three Days Grace en vivo.
- Adam Gontier (Three Days Grace), Ben Burnley (Breaking Benjamin) y Shaun Morgan (Seether) han hecho juntos en múltiples ocasiones, la versión en vivo de la canción de Deftones "Change".
- La banda hizo un cover de la canción Who Wants To Live Forever de Queen, el cual está incluido en el disco Killer Queen: A Tribute To Queen.
- Al So Cold EP del 2005 se le agregan 3 canciones "Rain (2005)", "Ordinary Man" y "Who Wants To Live Forever".
- En la portada del disco Phobia, Aparece Benjamin con alas volando, Esto se refiere a su miedo a volar.[cita requerida]